# Golden Brown
«Golden Brown» — песня из шестого студийного альбома La Folie британской рок-группы The Stranglers, выпущенная синглом 28 декабря 1981 года в США (10 января 1982 года — в Великобритании) лейблом Liberty Records.
Сингл поднялся до второго места в UK Singles Chart и вызвал скандал, связанный с тем, что Би-би-си не решилась снять песню с эфира, несмотря на многочисленные указания на то, что текст её содержал аллегории, связанные с наркотиками и даже (по мнению некоторых критиков) представлял собой «оду» героину (что сами музыканты всегда отрицали).
В 1991 году сингл был перевыпущен и поднялся до 68-го места.
Британский журнал New Musical Express включил данную композицию в свой список «500 величайших песен всех времён», разместив её в нём на 488-й позиции.

## Чарты
| 1981/1982           | Наивысшее место |
| ------------------- | --------------- |
| UK Singles Chart    | 2               |
| GfK chart           | 10              |
| Dutch Top 40        | 8               |
| Irish Singles Chart | 3               |
| 1991                | Наивысшее место |
| UK Singles Chart    | 68              |
| Irish Singles Chart | 25              |